# Bolívar (Trujillo)
Bolívar is een gemeente in de Venezolaanse staat Trujillo. De gemeente telt 20.000 inwoners. De hoofdplaats is Sabana Grande.